# Esquirol llistat de les muntanyes Siskiyou
L'esquirol llistat de les muntanyes Siskiyou (Neotamias siskiyou) és una espècie de rosegador de la família dels esciúrids. És una espècie endèmica del nord-oest de Califòrnia i del centre d'Oregon als Estats Units, i se'l troba en alçades entre 1.830 i 2.135 metres. Anteriorment es considerava una subespècie de l'esquirol llistat de Townsend, fet que va ser corregit per Sutton i Nadler l'any 1974.
La seva dieta inclou llavors, fruites, fongs, insectes, etc. Estan actius durant gairebé tot l'any, tot i que probablement romanen al seu cau durant el clima hivernal sever.